# Fran Bonač
Fran Bonač, slovenski industrialec, * 8. november 1880, Ljubljana, Avstro Ogrska, † 17. junij 1966, Ljubljana, SFRJ.
Fran Bonač se je rodil v Ljubljani. Pri svojem očetu Ivanu Bonaču se je učil knjigoveštva, nato pa je znanje dopolnil na izobraževanju v Nemčiji. Leta 1909 mu je oče prepustil v vodenje in last Kartonažno tovarno v Ljubljani. Da bi se izognil uvozu in nakupu papirja, lepenke in kartona, je 1920 ustanovil svojo tovarno lepenke, kartona in papirja na Količevem ter začel njene izdelke prodajati po celotni Kraljevini SHS.
Svoje obrate je imel tudi izven Slovenije, tako je leta 1919 postal glavni delničar v cersaški tovarni lepenke in je leta 1937 ustanovil kartonažno tovarno Dvoraček & drug v Zagrebu. Leta 1938 je v Vidmu pri Krškem začel graditi novo tovarno celuloze in papirja. Proizvodnja v novi tovarni je stekla leta 1940. Vse svoje obrate je povezal v uspešno gospodarsko celoto. 
Opravljal je tudi več drugih funkcij, tako je bil 20 let predsednik Ljubljanskega velesejma, v letih 1921-35 član upravnega odbora Ljubljanske kreditne banke in od 1926 do 1934 predsednik Združenja papirnic. Po drugi svetovni vojni so bila njegova podjetja nacionalizirana.

## Mladost in delo pri očetu
Fran Bonač je bil drugi sin Ivana in Marije Bonač, dekliško Samec. 
Oče Ivan je bil ob Franovem rojstvu delovodja v ljubljanski knjigoveznici Kleinmayr & Bamberg. Tri leta kasneje se je osamosvojil in kmalu postal najbolj iskani knjigovez v Ljubljani. Ko je bilo Franu 14 let, je oče nevarno zbolel in izrazil željo, da se Fran posveti knjigoveškemu poklicu in postane njegov naslednik. Fran je tedaj zapustil ljubljansko realko in leta 1895 odšel v Gero v Turingiji, kjer je v nekaj letih z odličnim uspehom končal strokovno šolanje za knjigoveško obrt. V Nemčiji je dobil vpogled tudi v kartonažno dejavnost. Po vrnitvi domov se je zaposlil v očetovi delavnici, ki se je hitro razvijala in je začela leta 1897 izdelovati tudi kartonažne izdelke. Leta 1903 je zaposlovala že okoli 50 delavcev.
Dotedanji uspehi so Bonačema omogočili najem kredita pri Kmetijski posojilnici. Ob nekdanji Čopovi (danes Čufarjevi) ulici v Ljubljani sta zgradila Kartonažno tovarno z dvema glavnima, 30 x 10 m velikima dvoranama in mnogimi stranskimi prostori. Kartonažna tovarna je začela obratovati leta 1907, knjigoveznica pa je ostala v starih prostorih v Knafljevi (danes Tomšičevi) ulici. Tedaj je podjetje zaposlovalo okrog 150 delavcev. Izdelke so prodajali v Trst, Gorico, Reko in Zagreb.
Konec leta 1909 je oče Kartonažno tovarno izročil sinu v osebno last; Fran je svoje podjetje poimenoval z »I. Bonač, sin«.

## Razvoj tovarne papirja, lepenke in kartonov na Količevem
Na jugoslovanskem tržišču je primanjkovalo dobre lepenke, surovine za Kartonažno tovarno, in Fran se je odločil, da bo težavo odpravil z zgraditvijo lastne tovarne. S kolesom je v okolici Ljubljane iskal primerno lokacijo in jo našel na Količevem. Ob potoku Mlinščica je leta 1912 kupil primerno zemljišče s podrtim mlinom, ki je zagotavljalo tudi vodo in vodno moč, potrebno za proizvodnjo lepenke. Pri podjetju J. M. Voith iz St. Pöltna je naročil kompletno opremo za majhno tovarno lepenke in vodno turbino. Z zidarskim mojstrom Ivanom Sršenom iz Domžal se je dogovoril za zidarska dela po načrtu. V investicijo je vložil svojih 75.000 kron, manjkajoči del pa je najel pri Kmetijski posojilnici. 
Delo je prekinila prva svetovna vojna. Fran je bil vpoklican v avstrijsko vojsko. Večino časa med julijem 1914 in oktobrom 1918 je prebil na soški fronti, zadnje leto kot komandant avtomobilske kolone, ki jo je ob zaključki vojne, ko so vojaki že v neredu bežali domov, na svojo pobudo v celoti pripeljal v Ljubljano.
Takoj po vojni je Fran po začrtanem programu nadaljeval gradnjo. Že leta 1920 je začela papirnica delovati z dvema Voithovima strojema za izdelavo lepenke, skupaj s številnimi pomožnimi stroji za pripravo materiala in finalizacijo izdelkov (drobilci, holandci, črpalke, hidravlične preše, čistilci, satinirke, jermena, filci, sita itd.). Z elektriko je tovarno oskrbovala majhna hidroelektrarna z močjo 120 KM; voda je do nje pritekala iz zajetja 6 m više na Mlinščici po 48 m dolgi, podzemski betonski cevi premera 120 cm. Paro je proizvajal parni kotel z lokomobilo firme Lanz. Za dobavo čiste vode so izkopali dva 25 m globoka vodnjaka.
Bonač je sprva delo v obeh tovarnah nadzoroval sam. Leta 1923 je pritegni k sodelovanju Franca Kocjančiča, ki se je v Ameriki izobrazil v papirni stroki in je do leta 1930, ko se je osamosvojil, na Količevem vodil vsa tehnična dela in lastniku pomagal pri odločitvah.
Na trgu so se kar naprej pojavljale potrebe po novih izdelkih in spodbujale Bonača k dograjevanju tovarne. Ves dohodek in amortizacijo je vlagal v razvoj tovarne, pomagal pa si je tudi s krediti. Za nakupe nove opreme se je odločal premišljeno in kar se da varčno. Ko je ugotovil, da na tržišču primanjkuje tankih in finih papirjev, je v Nemčiji kupil rabljen, toda praktičen papirni stroj širine 140 cm in ga dal v tovarni Wagner & Co. tako dograditi, da je bil sposoben izdelovati tudi finejše papirje. Leta 1924 ga je postavil v novo 85 m dolgo stavbo, skupaj s pripadajočimi pomožnimi napravami (drobilci, holandci, mešalniki, čistilci, črpalkami) in lokomobilo Lanz 110 KM za njegov pogon. Skupaj s starim kotlom je bila priključena na prvi, manjši dimnik. Stroj je proizvajal, glede na debelino, od 1000 do 4000 kg papirja dnevno.
Leta 1927 je v novi dvorani, dolgi 128 m, tovarni dodal še eno proizvodno linijo, to pot za izdelovanje tudi debelejših kartonov. S Kocjančičem sta nekje v Nemčiji staknila močan papirni stroj, ki so ga želeli lastniki zaradi neustrezne širine zamenjati. Stroj je Bonač kupil in se v podjetju Bruderhaus Reutlingen dogovoril, da ga predelajo in dogradijo za izdelavo do štirislojnega kartona. Debelino izdelka je bilo možno spreminjati od 54 g/m2 do 540 g/m2. Ker se je morala hitrost stroja ob tem spreminjati med 540 in 54 obrati na minuto, ga je poganjal poseben parni stroj Flottmann s 80 KM. Rešitev se je odlično obnesla. Ob kartonskem stroju so prišli v tovarno številni novi pomožni stroji za pripravo materialov in finalizacijo izdelkov, ki so zahtevali nov vir energije.
Bonač je od kamniške tovarne Titan kupil pravico do zgraditve hidroelektrarne na Kamniški Bistrici pri Duplici. Dovodni in odvodni kanal v dolžini ca. 650 m in zgradbo so, tako kot pri vseh Bonačevih gradnjah, zgradili domači stavbeniki (Ljubljanska gradbena družba), dve turbini s po 160 KM in dva generatorja pa so izdelali v tovarni Voith. Elektrarno so s tovarno povezali s 5,2 km dolgim daljnovodom. O pogojih in odškodninah za postavitev drogov se je Bonač dogovoril z županom in lastniki zemljišč kar v dupliški gostilni. Ker je bila tedaj najvišja razpoložljiva električna napetost 3 kV, so morali na drogove obesiti debele bakrene vodnika, ki so skupaj tehtali kar 7 ton. Z dovoljenjem poštne direkcije si je napeljal direktno telefonsko linijo med Ljubljano in Količevim.
Večja proizvodnja je zahtevala tudi več čiste vode. To si je Bonač zagotovil s čistilno napravo, zgrajeno ob pomoči dunajskega podjetja Latzel in Kutscha. Vodo iz Mlinščice so umirili v usedlinskih bazenih in jo potem očistili v treh peskovnih filtrih, opremljenih s strojnimi napravami za njihovo občasno regeneracijo. Signalno napravo, ki je zvočno in optično sporočala potrebo po regeneraciji filtrov, so izdelali sami pod vodstvom tovarniškega strokovnjaka inž. Janka Trosta. 25 metrska vodnjaka sta odtlej služila za pitno vodo.
Leta 1929 so stare energetske naprave v tovarni nadomestili s kalorično centralo, nekoliko odmaknjeno od proizvodnih linij: parni kotel Brackwede 25 atm, 5000 kg pare na uro, je poganjal parno turbino I. brnske tovarne, ta pa trifazni generator Sachsenwerk 500 kVA. Topla voda je iz kalorične centrale pritekala v tovarno po dobro izoliranih  ceveh, položenih v kanale. Tovarna je tedaj dobila višji, 55 metrski dimnik.
Zadnjo veliko investicijo, proizvodnjo linijo s papirnim strojem širine 210 cm, je Bonač v tovarni izpeljal leta 1932. Orjaka, ki je tehtal 150 t, je dobavilo podjetje Bruderhaus. Njegov glavni valj je imel premer 3 m. Cestni leseni most ni prenesel teže stroja, zato so ga s postaje Jarše – Mengeš na hlodih valili preko Kamniške Bistrice. Dnevno je lahko izdelal 5.000 kg finega ali 9.000 kg debelejšega papirja. 
Obratovanje strojev so sprva vodili tuji strokovnjaki, ki pa jih je bilo tudi v tujini težko dobiti, saj je Jugoslavija veljala za balkansko državo. Hitro pa so se priučevali domači ljudje. Poleg že omenjenega Franca Kocjančiča je od domačinov Bonaču veliko pomagal ključavničarski mojster Ciril Škrjanc, ki je vodil vsa strojna montažna dela. Franjo Vidmar je od leta 1927 skrbel za vse električne naprave v tovarni in hidroelektrarni. Stavbenik Jože Karlovšek je od leta 1926 vodil vsa gradbena in tehnična dela in postal Bonačev prijatelj in zaupnik. Leta 1931 sta se na Količevem zaposlila mlada inženirja, izšolana v papirniški stroki na univerzi v Grenoblu, Bonačev nečak Stane Bonač in Vladimir Šega, prvi tudi z diplomo iz elektrotehnike, pa inženirja Jože Krisper in kasneje Stane Skok ter več tehnikov. Leta 1933 je službo obratnega direktorja nastopil star praktik iz vevške papirnice, Anton Wultsch; uvedel je številne novosti in še dvignil kvaliteto proizvodnje. Njegova žena je bila Slovakinja in oba sta govorila slovensko.
Istočasno s tovarno je Bonač gradil tudi stanovanjske hiše za uslužbence in postavil delavsko menzo. Delavci so večinoma prihajali iz okoliških krajev. Večinoma so bili včlanjeni v stranko krščanskih socialistov. Leta 1935, v obdobju delavskih stavk, je tudi na Količevem prišlo do stavke, ki jo je vodil član KPS, ključavničar Franc Bukovec. Delavci v ospredje svojih zahtev niso postavili plač, saj so bile te nadpovprečne, pač pa zahtevi, da iz tovarne odide direktor Wultsch in da ne sme biti brez soglasja delavcev nihče odpuščen. Lep vpogled v potek stavke in v Bonačev odnos do delavstva daje njegovo pismo delavcem z dne 27. avgusta 1935, z naslovom Trezno mislečim v pojasnilo in preudarek.
Po odhodu direktorja Wultscha je mesto direktorja prevzel Bonačev nečak inž. Stane Bonač, kar je dalo podjetju nov polet. Tujcev v tovarni skoraj ni bilo več. V tovarni je bilo zaposlenih 320 ljudi, od tega 20 vodilnih. Bonač s tovarno na Količevem ni imel več skrbi in osebno se je lahko posvetil načrtovanju nove tovarne, Tovarne celuloze v Krškem.

## Razvoj tovarne celuloze in papirja v Krškem
Bonač se je odločil za gradnjo nove tovarne, da bi se rešil odvisnosti od uvoza celuloze, surovine, ki jo je potrebovala tovarna na Količevem. Lokacijo je iskal v Posavju, ob železnici in Savi, po kateri bil lahko dobival les iz savinjskega območja. Tudi zasavski rudniki so bili blizu. Nazadnje so, kljub pomislekom, na gradnjo nove tovarne pristali prebivalci Vidma.
Z gradnjo so pričeli februarja 1938. V letih 1938 in 1939 so bila dela v polnem razmahu. Na površini 125.000 m2 so zgradili 19 različnih objektov s skupno prostornino 73.000 kubičnih metrov. S poizkusno proizvodnjo so začeli 20. oktobra 1939. Zaposlenih je bilo 180 domačinov iz najbližje okolice, nekaj strokovnjakov pa je prišlo od drugod. Tovarno je vodil inž. Fritsch, strokovnjak, ki je prišel iz papirnice v Drvarju. Leta 1940 je bila tovarna dograjena in je začela obratovati. Letno naj bi proizvajala 10.000 ton beljene in nebeljene celuloze.
V novi tovarni je nameraval Bonač zgraditi tudi papirniški obrat za proizvodnjo posebnih papirjev, ki bi jih bilo mogoče izvažati, npr. papirjev za zavijanje južnega sadja, pomaranč, limon in kvalitetnega fotopapirja. Vso strojno opremo nove papirnice je naročil in plačal v Nemčiji. Bila je tudi že izdelana in odposlana, a je ob začetku vojne obtičala v Warmbrunu v Šleziji; za njo se je izgubila vsaka sled, kraj je pozneje zavzela ruska vojska. V Videm je prispela samo oprema za brusilnico, ki so jo delavci pred Nemci skrili v tovarniški dimnik.

## Zaključek
Druga svetovna vojna je zaustavila Bonačevo ustvarjalno gospodarsko dejavnost. Nemci so takoj zaplenili tovarni na Količevem in v Krškem, po vojni pa ju je skupaj s Kartonažno tovarno v Ljubljani nacionalizirala nova jugoslovanska oblast. Vendar Bonača odvzem premoženja ni toliko žalostil kot to, da ni mogel več sodelovati pri razvoju tovarn. Odtlej je njihov napredek spremljal od daleč, sam pa se je zaposlil v nekdanji očetovi knjigoveznici. Na njegovo pobudo je knjigoveznico novembra 1948 prevzel Zavod za gluho in gluhonemo mladino v Ljubljani. 
Bonač je ob svoji petinsedemdesetletnici napisal kratek življenjepis, ob osemdesetletnici pa je po spominu opisal razvoj tovarne na Količevem.
Jože Habinc, Videmčan, ki je v tovarni celuloze in papirja preživel na različnih vodilnih delovnih mestih skoraj celotno delovno dobo in ki je spremljal delavce, ki so še poznali Bonača, piše: »Bonač je bil eden velikih slovenskih podjetnikov svoje dobe, ki je stremel k razvoju, imel je ideje in videl priložnosti ..... bil je gospodaren, skromen človek, predan svojemu delu, izrazito razvojno usmerjen ..... pomembna je Bonačeva vključitev potenciala domačih kadrov v delo tovarne.« 
Bonač je bil vse življenje izrazito narodnostno zaveden. Skrbel je za vzgojo domačih strokovnjakov in skupaj z njimi s trdim delom postavil slovensko papirno industrijo, ki je v njegovih tovarnah omogočala okoli 1.000 delovnih mest. V svojem življenjepisu je napisal: » ... mi je v veliko zadovoljstvo zavest, da sem v gospodarskem in nacionalnem oziru po svojih najboljših močeh storil svojo dolžnost«.